# Колау, Ада
Ада Колау Бальяно (кат. Ada Colau Ballano; род. 3 марта 1974, Барселона) — испанская политическая и общественная деятельница левого толка. Мэр Барселоны с 13 июня 2015 года по 17 июня 2023 года, первая женщина, занимавшая этот пост.

## Биография
Ада Колау родилась в Барселоне, выросла в районе Гинардо. Изучала философию в Барселонском университете, но была вынуждена оставить учёбу из-за финансовых проблем в семье.
В 2009 году была одним из основателей организации Plataforma de Afectados por la Hipoteca (PAH) («Платформа для пострадавших от ипотечных кредитов»), созданной в Барселоне в 2009 году в связи с ростом числа выселений жителей, неспособных своевременно оплатить ипотечные кредиты, и выступала в качестве пресс-секретаря этой организации до 2014 года. Представляя РАН на парламентских слушаниях по жилищному кризису в феврале 2013 года, назвала представителя испанской банковской ассоциации «преступником», после чего стала известной в общенациональном масштабе.
Колау поддерживает использование формата escraches — публичных протестов возле домов, где живут правительственные чиновники. В том же месяце в парламенте Испании обсуждалась Народная законодательная инициатива, предложенная РАН и собравшая более 1,4 млн подписей в свою поддержку. Затем Колау выступила с речью в Комитете Европейского парламента по петициям в Брюсселе.
В марте 2013 года представитель правительства Испании Кристина Сифунтес из правящей Народной партии обвинила Колау в поддержке баскской радикальной партии Бильду.
Колау является соавтором книги «Заложенные жизни» (англ. Mortgaged Lives), созданной на основе её личного опыта работы в PAH.
11 декабря 2017 года совершила каминг-аут как бисексуалка.

## Политическая деятельность

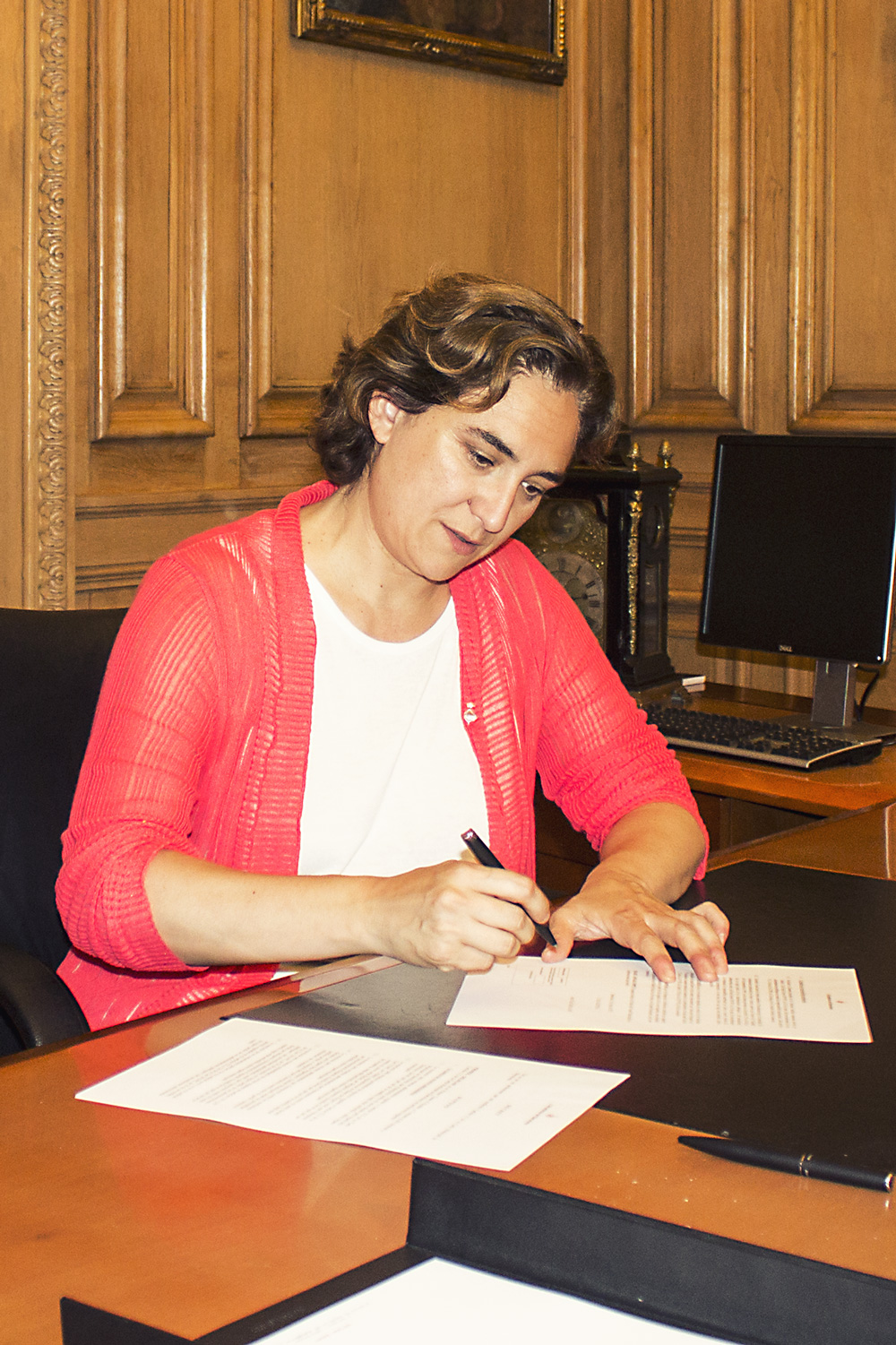
Ада Колау в должности мэра Барселоны

7 мая 2014 года Ада Колау объявила о своей отставке с поста представителя PAH и занялась политической деятельностью. С июня 2014 года она была представителем по связям с общественностью созданной в тот момент гражданской платформы Barcelona en Comú.
В это движение вошли местные отделения новой левой партии «Подемос», экосоциалистической партии «Инициатива за Каталонию — Зелёные», радикальной антикапиталистической партии «Объединенные и альтернативные левые», зелёной партии «Equo» и социального движения «Procés Constituent». В ходе предвыборной кампании за Аду Колау агитировали лидер «Подемос» Пабло Иглесиас Туррион и экс-президент Уругвая Хосе Мухика.
На муниципальных выборах в мае 2015 года в Барселоне Колау получила большинство голосов, и 13 июня 2015 года она стала мэром Барселоны, первой женщиной на этом посту. Первым делом она сократила свой оклад в качестве мэра с 12 тысяч евро до 2,2 тысяч. Подобной экономии должны следовать и члены её администрации.
Колау обещала прекратить практику лишения жилищ семей, задолжавших из-за кризиса, использовать пустующие квартиры в качестве социального жилья, инвестировать за 2 года 120 миллионов евро в 12 беднейших районов города, потратить 200 млн евро на создание новой энергетической модели, снизить цены на воду, газ и электричество, ввести минимальное пособие в 600 евро для наименее обеспеченных жителей города, построить 30 новых детских садов за 4 года и ввести месячный проездной билет на все виды городского транспорта. Газета «The Guardian» назвала её «самым радикальным мэром мира».
7 июня 2019 года её кандидатура была одобрена её движением «Barcelona en Comú» 94 % голосов для выдвижения на очередных выборах. 15 июня Ада Колау была переизбрана мэром, хотя её список получил меньше голосов, чем список партии «Левые республиканцы Каталонии». Ей удалось остаться на посту мэра благодаря заключению пакта с Социалистической партией Каталонии — в городском совете за неё проголосовала не только собственная фракция, но и социалисты и трое из группы депутатов во главе с Мануэлем Вальсом.

## Награды
- 2013 год — Award for Human Rights, Барселонский кинофестиваль за права человека[17]
- 2013 год — Award for Defenders of Social Right, совместно с Рафаэлем Майоралем[18], как представители PAH[19][20]
- 2013 год — European Citizens' Prize (совместно с PAH)[21]
- 2013 — United Women Prize от организации Artistas Intérpretes, Sociedad de Gestión (AISGE)[22].

## Публикации

### Книги
- 2012 — Ada Colau and Adria Alemany, Mortgaged Lives. Предисловие Герардо Писарелло и Хосе Кой, перевод на английский — Мишель Теран
- 2013 — Ada Colau and Adria Alemany, Yes you can! Chronicle of a small great victory. Editorial Destino, Collection Imago Mundi, 19 April 2013, ISBN 978-84-233-4690-5, 96 pp.[23][24]

### Статьи
- 2011 — Ada Colau, How to stop an eviction, Platform for People Affected by Mortgages (PAH), July 2011.
- 2014 — Ada Colau, Making the democratic revolution happen, Diario Público, 5 December 2014.